# Saco (Maine)
Saco è una città di 16 822 abitanti degli Stati Uniti d'America, situata nella Contea di York nello Stato del Maine.
Qua nacque il finanziere, editore e politico Samuel Brannan.